# セリーヌ・ルブラン
セリーヌ・ルブラン（Céline Lebrun 1976年8月25日- ）は、フランス出身の元女子柔道選手。階級は78kg級。身長169cm。

## 人物
1999年の世界選手権では3位となった。翌年のシドニーオリンピックでは決勝で中国の唐琳に1-2の判定で敗れて2位に終わった。2001年の世界選手権では78kg級で3位だったものの、無差別では準決勝で中国の佟文を判定で破ると、決勝ではイギリスのカリーナ・ブライアントを指導で破り、78kg級の選手ながら無差別で優勝を飾った。2003年の世界選手権では78kg級、無差別ともに5位だった。2004年アテネオリンピックでは準決勝で日本の阿武教子と対戦して、ゴールデンスコアまでもつれ込むものの、終了19秒前に大内刈で有効を取られて敗れ、3位決定戦でもキューバのユリセル・ラボルデに袖釣込腰で一本負けして5位に終わった。2005年の世界選手権では3位となった。2008年北京オリンピックにはステファニー・ポサメに国内の代表争いで敗れて出場できなかった。その後2009年の世界選手権では5位、2010年の世界選手権では78kg級で7位、無差別で5位とメダルを獲得するまでには至らず2011年1月のワールドマスターズで2位となった直後に引退を表明した。

## 主な戦績
- 1996年 - 世界学生　優勝
- 1997年 - フランス国際　優勝
- 1997年 - ヨーロッパ選手権　3位
- 1997年 - 地中海競技大会　優勝
- 1997年 - 世界選手権　無差別　5位
- 1998年 - ヨーロッパ選手権　2位
- 1998年 - 世界学生　優勝
- 1998年 - ヨーロッパ選手権　優勝
- 1999年 - ユニバーシアード　優勝
- 1999年 - 世界選手権　3位
- 2000年 - フランス国際　3位
- 2000年 - ヨーロッパ選手権　優勝
- 2000年 - シドニーオリンピック　2位
- 2000年 - 福岡国際　3位
- 2001年 - フランス国際　優勝
- 2001年 - ヨーロッパ選手権　優勝
- 2001年 - 世界選手権　78kg級　3位　無差別　優勝
- 2001年 - 福岡国際　優勝
- 2002年 - フランス国際　2位
- 2002年 - ヨーロッパ選手権　優勝
- 2002年 - ワールドカップ団体戦　5位
- 2003年 - ロシア国際　3位
- 2003年 - フランス国際　3位
- 2003年 - ヨーロッパ選手権　3位
- 2003年 - 世界選手権　78kg級　5位　無差別　5位
- 2004年 - ロシア国際　2位
- 2004年 - フランス国際　優勝
- 2004年 - アテネオリンピック　5位
- 2004年 - 福岡国際　3位
- 2005年 - フランス国際　優勝
- 2005年 - ヨーロッパ選手権　優勝
- 2005年 - 世界選手権　3位
- 2006年 - フランス国際　優勝
- 2006年 - ポーランド国際　優勝
- 2006年 - ヨーロッパ選手権　2位
- 2006年 - ワールドカップ団体戦　優勝
- 2006年 - 福岡国際　3位
- 2007年 - 嘉納杯　優勝
- 2008年 - フランス国際　3位
- 2009年 - グランドスラム・パリ　優勝
- 2009年 - グランプリ・ハンブルク　優勝
- 2009年 - グランドスラム・リオデジャネイロ　優勝
- 2009年 - 世界選手権　5位
- 2009年 - グランプリ・アブダビ　優勝
- 2010年 -ワールドマスターズ　優勝
- 2010年 - グランドスラム・パリ　3位
- 2010年 - 世界選手権　78kg級　7位　無差別　5位
- 2011年 -ワールドマスターズ　2位